# Dicranomyia suspensa
Dicranomyia suspensa là một loài ruồi trong họ Limoniidae. Chúng phân bố ở miền Cổ bắc và miền Australasia.